# C-1413b
La C-1413b és una carretera comarcal que comença a la C-59, en el punt quilomètric 25, dins del terme municipal de Sant Feliu de Codines, a la comarca del Vallès Oriental, i mena als Hostalets de Balenyà, a la comarca d'Osona. Té un recorregut de 20 quilòmetres.
Històricament, és un tram de l'antiga carretera C-1413, de Molins de Rei als Hostalets de Balenyà, actualment dividida en dues carreteres: la C-1413a, de Molins de Rei, al Baix Llobregat, a Caldes de Montbui, al Vallès Oriental, i la C-1413b.
Travessa els termes municipals de Caldes de Montbui, Sant Feliu de Codines, Sant Quirze Safaja, Sant Martí de Centelles, Centelles i Balenyà.

## Caldes de Montbui i Sant Feliu de Codines
La totalitat del traçat d'aquesta carretera entre Caldes de Montbui i l'arrencada actual de la carretera C-1413b ha estat absorbida per la carretera C-59. Se'n separa, encara dins del terme municipal de Sant Feliu de Codines, just al nord-est del punt quilomètric 25 de la carretera C-59. Des d'aquest lloc, la C-1413b arrenca cap a llevant, fent molt revolts per anar superant els torrents que formen l'orografia del lloc. Tot just arrencar travessa el torrent de Coll de Poses, al cap de poc el de la Font de la Serp, i més tard el torrent del Collet de la Torrentera, moment en què entra en el terme municipal de Sant Quirze Safaja.

## Sant Quirze Safaja
La carretera entra en el terme municipal de Sant Quirze Safaja just al sud-est de la urbanització de les Clotes, a tocar del punt quilomètric 2. Deixa a ponent tota aquesta urbanització, mentre que a baix, a llevant, queden els molins Molí de Baix i de Llobateres, i just després, també a llevant, queden la urbanització de les Torres i la masia homònima. Decantant-se cap a ponent, fa un ample i complex revolt a l'entorn de les Ferreries, a la qual masia fa la volta des del sud-est, passant per l'oest, fins al nord-est, mentre deixa a ponent Cal Climent, i arriba de seguida al Pont de les Ferreries.
El punt més baix d'aquesta carretera es dona en aquest pont damunt del Tenes, al sud-est del poble de Sant Quirze Safaja, just a ponent de la cruïlla de la qual arrenca cap al nord-oest la carretera BV-1341. Passa aquesta cruïlla, deixant al sud-est el Càmping L'Illa, i troba tot seguit el Pont dels Tres Ulls.
Poc després del Pont dels Tres Ulls, la carretera passa pel costat nord del Revolt. Uns 70 metres abans del punt quilomètric 6 hi ha el característic Revolt del Sis, un dels punts emblemàtics del seu pas pel terme de Sant Quirze Safaja.

## Sant Martí de Centelles
Assoleix el punt de més altitud del seu recorregut en el canvi de rasant existent entre els Camps del Pou, i els Camps del Taló, 160 metres a migdia del Coll de Can Taló, al lloc d'on surt cap a llevant el Camí de Can Miqueló, en el punt quilomètric 11,3 del seu traçat.